# Ковтун, Татьяна Ивановна
Татьяна Ивановна Ковтун (15 октября 1943, Вышний Волочёк, Калининская область — 19 марта 2024, Киев) — советский и украинский киновед, редактор, кандидат искусствоведения (1975). Награждена значком «Отличник кинематографии СССР».

## Биография
Родилась 15 октября 1943 года в городе Вышний Волочок в семье служащего. Окончила филологический факультет Киевского государственного университета им. Т. Г. Шевченко (1967) и аспирантуру Всесоюзного государственного института кинематографии (1974). 
С 1967 года член редакционно-сценарной коллегии Киевской киностудии им. А. П. Довженко.
В 1984-1987 годы — главный редактор творческого объединения «Время».
С 1988 до 1993 годы руководила Киностудией детских и юношеских фильмов «Славутич».
Редактор фильмов: «Озарение» (1972), «Здесь нам жить» (1973), «Простые заботы» (1975), «Время — московское» (1976), «Предвещает победу» (1978), «Вавилон-ХХ» (1979), «Смотрины» (1979), «Семейный круг» (1980), «Снежная свадьба» (1980), «Звезда шерифа» (1991), «В той области небес» (1992), «Золотой цыпленок» (1993) и др.
Автор статей в сборниках, журналах и газетах.
Член Национального союза кинематографистов Украины.